# Hubert Waelrant
Hubert Waelrant (ook Waelrand, voornaam soms gespeld als Hubertus) (ca. 1517 – 19 november 1595) was een polyfonist uit de Franco-Vlaamse School, werkzaam als componist, leraar en muziekuitgever van de renaissance. Als componist was hij een tijdgenoot van Palestrina en onder de grotere van de Vlaamse polyfonisten een van de weinige wiens loopbaan zich vermoedelijk grotendeels binnen de Habsburgse Nederlanden afspeelde; hij geldt als vooruitstrevend in zijn aanwending van chromatiek en dissonantie.

## Leven
Over zijn afkomst is weinig zeker, maar hij zou kunnen hebben behoord tot een Antwerpse familie van muzikanten en juristen. Het grootste deel van zijn leven heeft hij ongetwijfeld in Antwerpen doorgebracht. Ten minste drie van zijn talrijke kinderen — tien verwekte bij een van zijn drie of vier vrouwen — waren ook musici. Het is niet uitgesloten dat hij als jongeman in Italië een opleiding heeft genoten; Italië was in de zestiende eeuw immers een gebruikelijke bestemming voor begaafde zangers en toondichters uit de Nederlanden. Er is geen bewijs uit archieven dat hierover uitsluitsel kan geven, maar wel is bekend dat Waelrant contacten onderhield met een welgestelde mecenas. Bovendien vertonen zijn madrigalen invloeden van enkele van de toentertijd meer vooruitstrevende Italiaanse componisten, die vaak zelf van Nederlandse afkomst waren.
Het eerste document waaruit blijkt dat hij in Antwerpen werkte, bevindt zich in het archief van de kathedraal, waar hij als zanger in 1544 en 1545 wordt vermeld. In het midden van de jaren 1550 was hij ook werkzaam als leraar. Zijn leerling F. Sweerts stelt in zijn 'Athenae belgicae' uit 1628 dat Waelrant innoverend was vanwege de door hem nieuw ontwikkelde solmisatiemethode. Volgens Reese stichtte hij in Antwerpen een muziekschool.
Hij startte zijn werkzaamheden als drukker in de vroege jaren 1550, toen hij een samenwerkingsverband aanging met Jan de Laet, waarbij hij de financiële en verkoopaspecten van de onderneming op zich nam.
Van 1553 tot 1556 was hij ook als muziekdocent werkzaam.
Of hij er een strikt rooms-katholieke levensbeschouwing op nahield, is een onderwerp van discussie gebleven. Zijn muziek suggereert dat hij protestantse sympathieën heeft gehad; mogelijk was hij een wederdoper, al wekken bewaarde stukken met juridische draagwijdte veeleer de indruk dat hij katholiek was. In die drukke tijd van godsdienstige spanningen — een van de redenen waarom talrijke lokale polyfonisten naar Italië en andere landen trokken — zou Waelrant zich evenwel over zijn werkelijke levensbeschouwelijke opvattingen wellicht liever niet openbaar hebben uitgesproken. Antwerpen wisselde tijdens Waelrants leven een aantal keren van bestuur, nu een keer in handen van de calvinistische geuzen, dan weer in die van de katholieke Habsburgers. Aan beide zijden maakte vervolging slachtoffers. Enkele van Waelrants eenvoudige psalmzettingen in het Frans (in Antwerpen en andere niet-Franstalige streken was die taal tijdens het ancien régime de taal van de hogere klasse), zouden een indicatie zijn van protestantse sympathieën, en er zijn aanwijzingen dat de katholieke kerkelijke overheid in Kortrijk zijn psalmzettingen in beslag zou hebben genomen.
In 1556 publiceert hij zijn Sacrarum cantionum; in 1558 zijn Il primo libro di madrigali en canzoni francesi.
Gegevens over zijn leven zijn zeldzaam na 1558, maar hij bleef waarschijnlijk in Antwerpen, waar hij werkte als componist, advies verleende over de stemming van de klokken van de kathedraal en muziek uitgaf.
In 1565 verschenen zijn Canzoni alla napolitana.
Hij werkte in 1584 aan een bloemlezing samen met verschillende andere Nederlandse polyfonisten, onder wie Cornelis Verdonck en Andreas Pevernage, en het jaar daarna gaf hij een boek met Italiaanse madrigalen uit ('Symphonia angelica'). Dit boek, waarin enkele madrigalen van Waelrant zelf, werd bijzonder goed ontvangen; Italiaanse madrigalen waren een van de populairste muzikale vormen in Europa in de late 16de eeuw. Componisten schreven zelfs Italiaanse madrigalen in landen waarin helemaal geen Italiaans werd gesproken. Tegen het einde van zijn leven werd hij geplaagd door geldgebrek. 
Hij overleed in 1595 en werd begraven in de Antwerpse Onze-Lieve-Vrouwekathedraal.

## Muziek
Waelrant schreef geestelijke en wereldlijke vocale muziek en instrumentale stukken. Zijn oeuvre telt motetten, metrische psalmzettingen, Franse chansons, Italiaanse madrigalen, Italiaanse Napolitaanse wereldlijke liederen met een lichtzinnig karakter, zoals die in Napels zouden zijn gezongen, en bewerkingen van Italiaanse stukken voor instrumenten zoals de luit.
Zijn motetten zijn het meest vernieuwende deel van zijn oeuvre; ze zijn typerend voor de praktijk in het midden van de zestiende eeuw, en houden stilistisch het midden tussen de gladde, doorgecomponeerde imitatieve stijl van componisten zoals Nicolas Gombert waar alle stemmen gelijkberechtigd zijn en het contrast in de textuur wordt geminimaliseerd, en componisten van later in de zestiende eeuw zoals Orlando di Lasso. Talrijke motetten wijzen op Lassus’ invloed en maken gebruik van chromatiek, kruisverwijzingen, contrast in textuur en blijven tegelijk altijd de verstaanbaarheid van de tekst nastreven. Waelrant gebruikte ook woordschildering, waarbij hij individuele woorden met karakteristieke gebaren belichtte, teneinde de expressiviteit van de muziek te versterken. Zo nu en dan was zijn woordschildering echt opvallend; bijvoorbeeld in het lied Musiciens qui chantez waar na het woord taire (zwijgen) alle stemmen kort pauzeren.
Op het harmonische vlak kan men zien waar Waelrant in zijn vertolkingen de voorkeur geeft aan volle drieklanken en in wortelbewegingen aan kwinten liever dan aan tertsen, de nakende tonale structuren waarnemen van de Barokmuziek, die kort na zijn dood zou beginnen. In dit opzicht zijn zijn motetten verwant aan die van Lassus.
Waelrants activiteiten als uitgever en uitvoerder beïnvloedden zijn manier van componeren. Zijn handschriften bevatten nuttige aanwijzingen aangaande de uitvoering, zorgvuldig als hij was bij het noteren van noten en lettergrepen - een praktijk die in die tijd geenszins gemeengoed was - zodoende de zanger houvast biedend bij de interpretatie.
Zijn zettingen van wereldlijke liederen variëren van lichtzinnig tot ernstig en maken gebruik van een arsenaal aan contrapuntische spitsvondigheden, wat veeleer een typerende eigenschap is van de wereldlijke muziek van de Nederlandse polyfonisten dan van die van de Italiaanse componisten. Maar de taal van zijn zettingen is Italiaans voor de madrigalen en Frans voor de chansons. Het meeste van wat we van zijn muziek kennen is in Antwerpen gepubliceerd, hoewel in Venetië ten minste één bundel van 30 'Napolitaanse' liederen is uitgegeven, in 1565 (Napolitaans wordt hier vooral gehanteerd als begrip waarmee een genre wordt aangeduid).
Interessant is het Italiaanse madrigaal Vorria morire, in de Symphoniae Angelica van 1585 in twee bewerkingen opgenomen. Eén daarvan vinden we terug in Emanuel Adriaenssens uitgave Pratum musicum van 1584 in een bewerking voor stem en luit én met een Nederlandse tekst, Als ick u vinde. Gelet op het gegeven dat beroepsmuzikanten zelfs in een wereldstad als Antwerpen toentertijd een klein wereldje moeten hebben gevormd, is het lied wellicht met diens toestemming gepubliceerd; het staat er in elk geval op zijn naam. Mogelijk heeft het model gestaan voor een van de versies van het Italiaanse madrigaal en niet omgekeerd. Dat Waelrant wel meer Nederlandse teksten op muziek heeft gezet staat vast. Met name is bekend dat hij en andere Antwerpse componisten, zoals Andreas Pevernage en Cornelis Verdonck, teksten in 'Brabantse' verzen van Jonker Jan van der Noot op muziek hebben gezet, maar hiervan is niets bewaard gebleven.